# Edward Russell Ayrton
Edward Russell Ayrton (Wuhu, 17 de dezembro de 1882 — Sri Lanka, 18 de maio de 1914) foi um egiptólogo e arqueólogo inglês que ficou conhecido pelo grande trabalho realizado na descoberta e estudo de tumbas no Vale dos Reis.

## Biografia
Filho de William Scrope Arton (um cônsul britânico na China) e Ellen Louisa McClatchie, e nasceu em Wuhu, China, coincidentemente no mesmo ano da formação da Egypt Exploration Society. Foi educado no prestigioso St Paul's School em Londres.
Edward R. Ayrton começou sua carreira na egiptologia aos 20 anos auxiliando o pioneiro da metodologia sistemática na arqueologia William Matthew Flinders Petrie. Ele se juntou a William Petrie na escavação da Egypt Exploration Society em Abidos (que começou em 1899) desde 1902 a 1904.
O primeiro trabalho independente de Ayrton foi a escavação de um sítio arqueológico de Shunet ez Zebib (em Abidos) da segunda dinastia. Depois ele trabalhou perto de Abu Gurabe com William Leonard Stevenson Loat.
Em 1905 escavou e registrou sepulturas de várias princesas antigas encontradas no complexo funerário do faraó Mentuotepe II em Deir el-Bahari, como parte da expedição dirigida por Édouard Naville e Henry Hall.
Trabalhando para o conhecido Theodore M. Davis no Vale dos Reis de 1905 a 1908, descobriu as seguintes tumbas:
- KV47 (do faraó Siptá, em 1905)
- KV55 (Período de Amarna, em 1907)
- KV56 (de uma criança real, em 1908) e
- KV57 (do faraó Horemebe, em 1908).

Também dirigiu ou participou de escavações nas seguintes tumbas:
- KV2, KV10, KV46, KV47, KV48, KV49, KV50, KV51, KV52, KV53, KV54, KV56, KV57, KV59, e KV60.

Novamente trabalhando com William Leonard Stevenson Loat, em 1908 e 1909, escavou tumbas da sexta dinastia em Abidos e também tumbas do Período pré-dinástico em um cemitério em El Mahasna.
Em 1911 aceitou uma posição com o Levantamento Arqueológico do Sri Lanka. Em 18 de maio de 1914 se afogou em um acidente enquanto estava em uma expedição no lago Tissa Tank, no sul do Sri Lanka.

## Publicações
- "Discovery of the tomb of Si-ptah in the Bibân el Molûk, Thebes", PSBA, 28, 1906.
- "Pre-dynastic cemetery at El Mahasna", Edward R. Ayrton and W. L. S. Loat, 1911, London.
- "The Date of Buddhadasa of Ceylon from a Chinese Source". Journal of the Royal Asiatic Society of Great Britain and Ireland, 1911.
- "The Excavation of the Tomb of Queen Tîyi", The Tomb of Queen Tîyi, ed. Nicholas Reeves, San Francisco, KMT Communications, 1990.